# Adib Jatene
Adib Domingos Jatene (ur. 4 czerwca 1929 w Xapuri, stan Acre w Brazylii, zm. 14 listopada 2014 w São Paulo w Brazylii) – brazylijski kardiochirurg, znany z przeprowadzenia pierwszej w świecie udanej anatomicznej korekcji przełożenia wielkich naczyń (TGA) u noworodka, minister zdrowia (1992, 1995–1996).

## Życiorys
Jatene był synem emigrantów libańskich Domingos Antonio Jatene i Anice Adib Jatene. Jego ojciec był kupcem handlującym naturalnym kauczukiem, który zmarł na żółtą febrę, gdy Jatene miał 2 lata. Następnie rodzina przeniosła się do miasta Uberlândia w stanie brazylijskim Minas Gerais, gdzie jego matka założyła firmę.
W 1947 Jatene przeniósł się do São Paulo, gdzie studiował nauki ścisłe w Colégio Bandeirantes de São Paulo, a następnie na wydziale lekarskim Uniwersytetu w São Paulo medycynę, którą ukończył w wieku 23 lat. Po ukończeniu studiów pozostał w São Paulo przez dwa lata w celu dalszego szkolenia kardiochirurgicznego w szpitalu uniwersyteckim pod kierunkiem Euryclidesa de Jesus Zerbini do 1955.
Jatene w 1955 wrócił do Minas Gerais, rozwijając chirurgię klatki piersiowej w tym regionie i wykładając anatomię topograficzną na Uniwersytecie w Uberaba. Powrócił do São Paulo w 1958, aby pracować ponownie pod kierunkiem Zerbiniego jako chirurg w Uniwersyteckim Instytucie Serca Szpitala das Clínicas. Tutaj po szczegółowym zapoznaniu się z historią i wynikami dotychczasowego leczenia TGA, doszedł do wniosku, że skuteczne leczenie chirurgiczne musi być powiązane z reimplantacją tętnic wieńcowych z mankietami okalającej tkanki zatok Valsalvy. Ideę tę zrealizował w 1975. Artykuł redakcyjny z 2008 w „Journal of Thoracic and Cardiovascular Surgery” opisuje operację jako „ogromny wkład w leczenie wrodzonych wad serca”, który „radykalnie poprawił długoterminowe wyniki leczenia dzieci z TGA. Tutaj zorganizował laboratorium badawcze oraz zaprojektował i skonstruował swoją pierwszą sztuczną maszynę płuco-serce. Laboratorium przekształciło się w wysoko ceniony dział bioinżynierii Instituto Dante Pazzanese de Cardiologia (IDPC). Głównym celem Zakładu Bioinżynierii jest prowadzenie prac badawczo-rozwojowych w zakresie bioinżynierii i sprzętu medycznego, eksperymentów in vitro i in vivo, produkcja i sprzedaż sprzętu i akcesoriów dla obszaru kardiologii, doradztwo, poradnictwo dla studentów, uzgodnienia z uniwersytetami, a także finansowanie projektów z podmiotami filantropijnymi w celu promocji badań.
W 1961 otrzymał stały etat w Instytucie Kardiologii im. Dantego Pazzana, gdzie ostatecznie został dyrektorem medycznym i dyrektorem generalnym. Kiedy jego mentor Zerbini przeszedł na emeryturę w 1983, Jatene został mianowany profesorem tytularnym chirurgii klatki piersiowej na Uniwersytecie w São Paulo; był także dyrektorem Instytutu Serca do przejścia na obowiązkową emeryturę w wieku 70 lat.
W trakcie swojej kariery medycznej i akademickiej, Jatene pełnił różne funkcje publiczne, w tym jako sekretarz zdrowia w São Paulo od 1979 do 1982 oraz jako minister zdrowia Brazylii przez osiem miesięcy w 1992 ponownie przez 22 miesiące, od 1995 do 1997. Jako urzędnik państwowy, słynny chirurg i szanowany naukowiec, Jatene opowiadał się za wszechstronnym systemem opieki zdrowotnej w celu zapewnienia „wysokiej jakości, wielozawodowej opieki medycznej wszystkim obywatelom, niezależnie od ich sytuacji ekonomicznej i społecznej”, zgodnie z hołdem opublikowanym w 2010 przez São Paulo Medical Journal z okazji 80. urodzin Jatene. Jatene był założycielem i prezesem Brazylijskiego Towarzystwa Chirurgii Sercowo-Naczyniowej, Brazylijskiego Towarzystwa Kardiologicznego oraz Międzynarodowego Towarzystwa Chirurgii Sercowo-Naczyniowej. Otrzymał 178 tytułów i wyróżnień z ponad 10 krajów. Był autorem blisko 300 prac naukowych oraz członkiem 32 towarzystw naukowych na całym świecie. W wywiadzie udzielonym po wprowadzeniu do Galerii Sław Kardiologii Dziecięcej, powiedział o swojej miłości do nauki: „Nie ma nauki bez humanizmu. Rozwój naukowy jest pomyślany tylko wtedy, gdy jest ukierunkowany na dobrobyt ludzi”.
Zmarł z powodu zawału serca 14 listopada 2014 w São Paulo.